# Solanum pseudodaphnopsis
Solanum pseudodaphnopsis là loài thực vật có hoa trong họ Cà. Loài này được L.A. Mentz & Stehmann mô tả khoa học đầu tiên năm 2003.